# CUP Vilnius

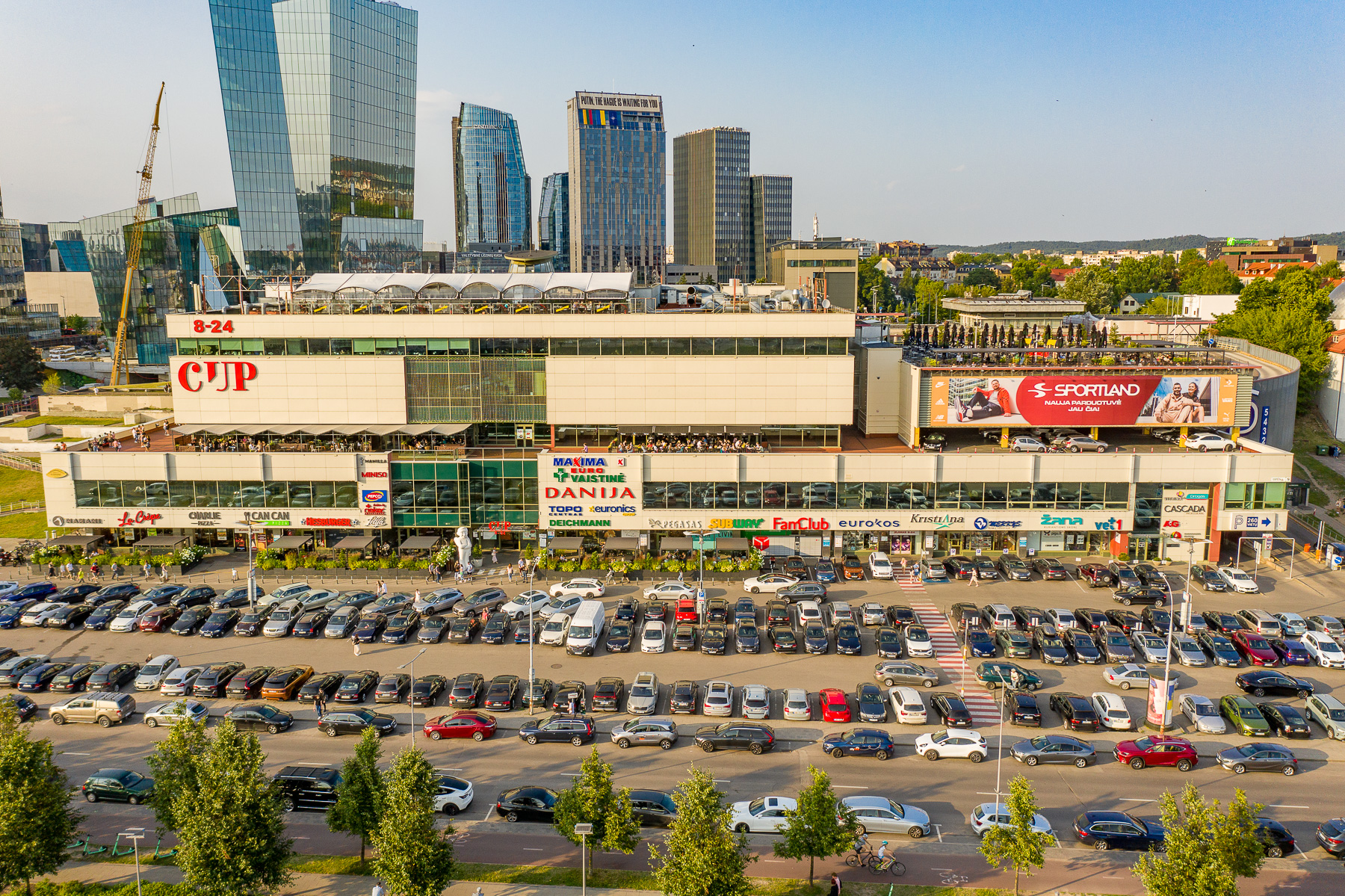
2023

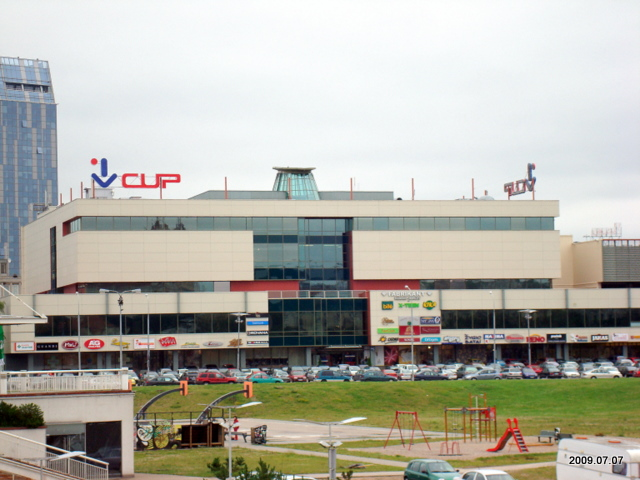
2009

CUP Vilnius (Centrinė universalinė parduotuvė, deutsch „Zentrales Kaufhaus“) ist ein Einkaufszentrum in der litauischen Hauptstadt Vilnius.
Es wurde in Sowjetzeit eingerichtet.

## Lage und Einrichtung
CUP Vilnius befindet sich im Stadtteil Šnipškės, bei Vilnius City, am rechten Neris-Ufer bei dem Radisson Blu Hotel Lietuva (ex Reval). Die Fläche beträgt 27.000 Quadratmeter. Es gibt 180 Läden, darunter:
- Deichmann
- Drogas
- Eurokos
- Eurovaistinė
- Pepco
- Maxima
- Rieker
- Utenos trikotažas

## Geschichte
Das Kaufhaus wurde 1973 nach Plänen der Architekten Zigmantas Liandzbergis, Vytautas Vielius und Česlovas Gerliakas gebaut und im Frühling 1974 eröffnet. 2003 wurde das Kaufzentrum nach dem Projekt von Leonidas Merkinas erneuert.
Am 21. September 1992 wurde das Unternehmen als Vilniaus centrinė universalinė parduotuvė eingetragen. Danach wurde es AB VCUP und 2018 UAB PREKYBOS CENTRAS VCUP. Seit Februar 2019 firmiert das Unternehmen als UAB „Prosperitas Baltica“.